# Georg Walls
Georg Hjalmar Walls, född 19 september 1933 i Helsingfors, död 25 september 2020 i Esbo, var en finlandssvensk sociolog.
Walls blev doktor i samhällsvetenskaper 1968. Han var 1970–1972 tillförordnad professor i sociologi vid Åbo Akademi och 1973–1975 vid Tammerfors universitet samt 1976–1982 i samhällspolitik vid Jyväskylä universitet. Han var 1981–1988 biträdande professor i socialpolitik, särskilt socialt arbete vid Svenska social- och kommunalhögskolan och 1988–1998 professor i ämnet vid Helsingfors universitet.
Walls har vid sidan av doktorsavhandlingen om lantbrukets omvandling i fyra österbottniska kommuner publicerat både empiriska och teoretiska undersökningar om socialt arbete, bland annat Health care and social welfare in cooperation (1982) och Rationalitet och språkspel i socialt arbete (1992).

## Skrifter
- 1968 – Elinkeinollinen uudistuminen maaseudun kehityskuvassa
- 1970 – Sosiaalihuolto ja oikeusturva
- 1972 – Huolto-organisaatio ja työmotivaatiot
- 1982 – Arvostus, vaikuttaminen ja tunnustuksen saaminen Suomen sosiaalihuollossa
- 1982 – Health care and social welfare in cooperation
- 1992 – Rationalitet och språkspel i socialt arbete
- 2005 – Från socionom till doktor: En studie i kunskapsutveckling
- 2007 – Albumet och engelska expressen